# Berane
Berane so mesto v severovzhodnem kotu Črne gore z okrog 10.000 prebivalci, ki je upravno središče občine Berane, pa tudi sedež istoimenske eparhije Srbske pravoslavne cerkve, ki obsega jugovzhodni del Sandžaka. 

## Zgodovina
Mesto se je med letoma 1949 in 1992 imenovalo Ivangrad v čast malo pred koncem vojne ponesrečenemu narodnemu heroju in članu Vrhovnega štaba NOV in POJ ter politbiroja CK KPJ Ivanu Milutinoviću.

## Demografija
| Pregled števila prebivalstva po letih | Pregled števila prebivalstva po letih | Pregled števila prebivalstva po letih | Pregled števila prebivalstva po letih | Pregled števila prebivalstva po letih | Pregled števila prebivalstva po letih | Pregled števila prebivalstva po letih | Pregled števila prebivalstva po letih | Pregled števila prebivalstva po letih |
| ------------------------------------- | ------------------------------------- | ------------------------------------- | ------------------------------------- | ------------------------------------- | ------------------------------------- | ------------------------------------- | ------------------------------------- | ------------------------------------- |
| 1948                                  | 1953                                  | 1961                                  | 1971                                  | 1981                                  | 1991                                  | 2003                                  | 2011                                  | 2023                                  |
| 3701                                  | 4513                                  | 6969                                  | 11164                                 | 12720                                 | 12267                                 | 11776                                 | 11073                                 | 9532                                  |